# Medailové pořadí na Zimních olympijských hrách 1988
Toto je medailové pořadí zemí na Zimních olympijských hrách 1988, které se konaly v Calgary v Kanadě od 13. února 1988 do 28. února 1988. Těchto her se zúčastnilo 1423 sportovců z 57 zemí ve 46 disciplínách v 6 sportech.

## Počet medailí

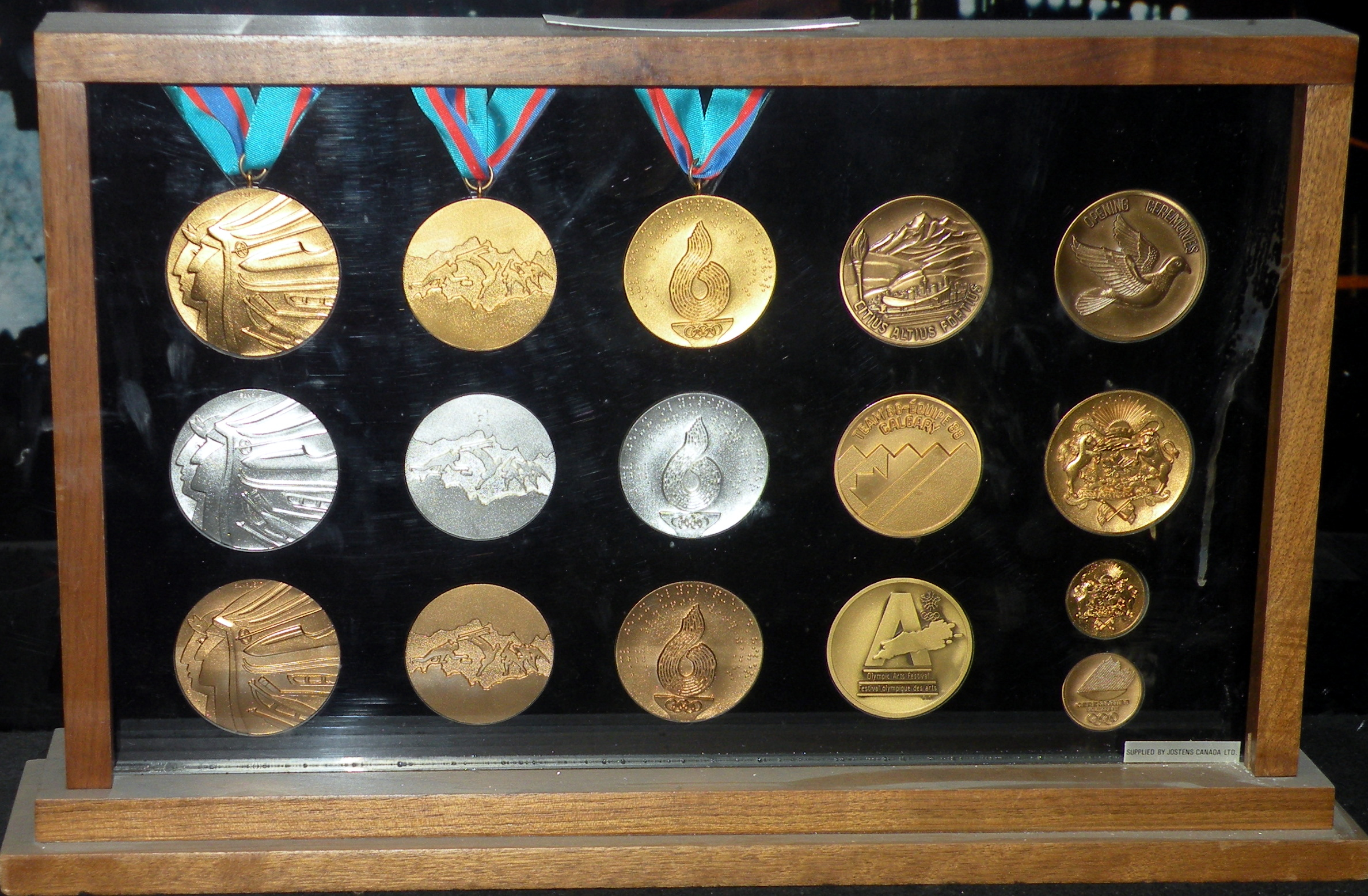
Sada medailí ze ZOH 1988

Toto je kompletní tabulka počtu medailí udělených na Zimních olympijských hrách 1988 podle údajů Mezinárodního olympijského výboru.
| Pořadí | Země                                 | Zlato | Stříbro | Bronz | Celkem |
| ------ | ------------------------------------ | ----- | ------- | ----- | ------ |
| 1      | Sovětský svaz (URS)                  | 11    | 9       | 9     | 29     |
| 2      | Německá demokratická republika (GDR) | 9     | 10      | 6     | 25     |
| 3      | Švýcarsko (SUI)                      | 5     | 5       | 5     | 15     |
| 4      | Finsko (FIN)                         | 4     | 1       | 2     | 7      |
| 5      | Švédsko (SWE)                        | 4     | 0       | 2     | 6      |
| 6      | Rakousko (AUT)                       | 3     | 5       | 2     | 10     |
| 7      | Nizozemsko (NED)                     | 3     | 2       | 2     | 7      |
| 8      | Západní Německo (FRG)                | 2     | 4       | 2     | 8      |
| 9      | Spojené státy americké (USA)         | 2     | 1       | 3     | 6      |
| 10     | Itálie (ITA)                         | 2     | 1       | 2     | 5      |
| 11     | Francie (FRA)                        | 1     | 0       | 1     | 2      |
| 12     | Norsko (NOR)                         | 0     | 3       | 2     | 5      |
| 13     | Kanada (CAN)                         | 0     | 2       | 3     | 5      |
| 14     | Jugoslávie (YUG)                     | 0     | 2       | 1     | 3      |
| 15     | Československo (TCH)                 | 0     | 1       | 2     | 3      |
| 16     | Japonsko (JPN)                       | 0     | 0       | 1     | 1      |
| 16     | Lichtenštejnsko (LIE)                | 0     | 0       | 1     | 1      |
| Celkem | Celkem                               | 46    | 46      | 46    | 138    |